# Сали Киркланд
Сали Киркланд (енгл. Sally Kirkland) је америчка глумица, рођена 31. октобра 1941. године у Њујорку (САД).

## Филмографија
| Улоге Сали Киркланд |                |               |       |          |
| Година              | Српски назив   | Изворни назив | Улога | Напомена |
| 1990.               | Освета         |               |       |          |
| 1990.               | Два зла ока    |               |       |          |
| 2003.               | Свемогући Брус |               |       |          |